# Rohn Lawrence
Ronald 'Rohn' Lawrence (New Haven (Connecticut), 5 september 1960 – aldaar, 30 december 2021) was een Amerikaanse gitarist in de jazz en smooth jazz, afkomstig uit New Haven, Connecticut.

## Biografie
Lawrence speelde al op de lagere school akoestisch gitaar en bouwde als jongen al gitaren. Rond zijn dertiende ging hij elektrische gitaar spelen. Hij was in New Haven lid van de funk-bands Good News en The Lift (met Marion Meadows). Hij woonde in Boston en werkte daar met de groep Bread & Butter. In 1994 kwam hij met zijn eerste album, een paar jaar later volgde een tweede plaat, 
Lawrence heeft gespeeld met onder meer George Duke, Diane Reeves, Jonathan Butler en Freddie Jackson. Hij was in zijn spel beïnvloed door George Benson, Wes Montgomery, Charlie Christian en bijvoorbeeld John Tropea.
Lawrence overleed op 60-jarige leeftijd.

## Discografie
- Hangin' On a String, Atlantic, 1994
- See Ya Around, Jazzateria, 1998
- Live at the Red Door